# Bologna Football Club 1968-1969
Questa voce raccoglie le informazioni riguardanti il Bologna Football Club nelle competizioni ufficiali della stagione 1968-1969.

## Stagione
Il Bologna nella Serie A 1968-1969 si classificò al nono posto con 29 punti, lo scudetto fu vinto dalla Fiorentina con 45 punti, lo rivinse dopo dodici anni; al secondo posto la coppia composta da Cagliari e Milan con 41 punti. Retrocessero in Serie B il Varese, il Pisa e l'Atalanta.
Il cammino in Coppa Italia si arrestò al primo turno, classificandosi quarto nel Gruppo 6 dietro alla Roma (qualificata), SPAL e Lazio. In Coppa delle Fiere superò il Basilea ai trentaduesimi di finale (doppia vittoria 4-1 in casa e 2-1 in Svizzera), quindi fu eliminato dall'OFK Belgrado al turno successivo (sconfitta in trasferta per 1-0 e pareggio in casa per 1-1). Infine in Coppa delle Alpi dopo che la squadra vinse il proprio girone, perse la finale con il Basilea col punteggio di 3-1. Miglior marcatore stagionale dei rossoblù Lucio Mujesan con 12 reti, di cui 11 in campionato ed una in Coppa delle Fiere con l'OFK Belgrado.

## Divise

Una partita d'allenamento fra titolari e riserve, indossanti rispettivamente la divisa casalinga e quella da trasferta

| Casa | Trasferta | Portiere |

## Rosa
| N. |                   | Ruolo | Calciatore         |
| -- | ----------------- | ----- | ------------------ |
|    | Italia (bandiera) | P     | Amos Adani         |
|    | Italia (bandiera) | P     | Giuseppe Vavassori |
|    | Italia (bandiera) | D     | Franco Cresci      |
|    | Italia (bandiera) | D     | Franco Battisodo   |
|    | Italia (bandiera) | D     | Tazio Roversi      |
|    | Italia (bandiera) | D     | Mario Ardizzon     |
|    | Italia (bandiera) | D     | Francesco Janich   |
|    | Italia (bandiera) | D     | Carlo Furlanis     |
|    | Italia (bandiera) | D     | Roberto Prini      |
|    | Italia (bandiera) | C     | Roberto Quadalti   |
|    | Italia (bandiera) | C     | Federico Righi     |

| N. |                   | Ruolo | Calciatore         |
| -- | ----------------- | ----- | ------------------ |
|    | Italia (bandiera) | C     | Giorgio Gennari    |
|    | Italia (bandiera) | C     | Ivan Gregori       |
|    | Italia (bandiera) | C     | Bruno Pace         |
|    | Italia (bandiera) | C     | Giacomo Bulgarelli |
|    | Italia (bandiera) | C     | Marino Perani      |
|    | Italia (bandiera) | C     | Faustino Turra     |
|    | Italia (bandiera) | A     | Mauro Pasqualini   |
|    | Italia (bandiera) | A     | Giuseppe Savoldi   |
|    | Italia (bandiera) | A     | Lucio Mujesan      |
|    | Italia (bandiera) | A     | Ezio Pascutti      |
|    | Italia (bandiera) | A     | Augusto Scala      |

## Risultati

### Serie A

#### Girone di andata
| Arbitro: | Barbaresco (Cormons) |

|                |           |  |
| Bulgarelli 87’ | Marcatori |  |

| Arbitro: | Pieroni (Roma) |

|              |           |  |
| Tumburus 84’ | Marcatori |  |

| Arbitro: | Vacchini (Milano) |

|            |           |                |
| Cresci 45’ | Marcatori | 75’ Traspedini |

| Arbitro: | De Marchi (Pordenone) |

|              |           |  |
| Anastasi 66’ | Marcatori |  |

| Arbitro: | Genel (Trieste) |

|              |           |                                   |
| Maraschi 59’ | Marcatori | 34’ Mujesan 40’ Savoldi 82’ Turra |

| Arbitro: | Lattanzi (Roma) |

|                       |           |             |
| Mujesan 53’ Turra 63’ | Marcatori | 41’ Nielsen |

| Arbitro: | Angonese (Mestre) |

|              |           |  |
| Nastasio 10’ | Marcatori |  |

| Arbitro: | Picasso (Chiavari) |

|             |           |  |
| Mujesan 38’ | Marcatori |  |

| Arbitro: | Francescon (Padova) |

|                          |           |             |
| Taccola 33’ Scaratti 67’ | Marcatori | 43’ Savoldi |

| Arbitro: | Sbardella (Roma) |

|                                   |           |             |
| Riva 33’, 77’ (rig.) Brugnera 63’ | Marcatori | 44’ Mujesan |

| Bologna 15 dicembre 1968 11ª giornata | Bologna         | 0 – 0 | Sampdoria | Stadio Comunale\| Arbitro: \| Genel (Trieste) \| |
| Arbitro:                              | Genel (Trieste) |       |           |                                                  |

| Arbitro: | De Marchi (Pordenone) |

|             |           |  |
| Mujesan 26’ | Marcatori |  |

| Arbitro: | Barbaresco (Cormons) |

|                             |           |  |
| Combin 19’, 36’ Facchin 73’ | Marcatori |  |

| Arbitro: | Bernardis (Roma) |

|                            |           |  |
| Ferrari 16’ Pellizzaro 58’ | Marcatori |  |

| Arbitro: | Lattanzi (Roma) |

|            |           |                         |
| Mujesan 7’ | Marcatori | 20’ Bertini 49’ Vastola |

#### Girone di ritorno
| Arbitro: | Picasso (Chiavari) |

|               |           |            |
| Tamborini 38’ | Marcatori | 9’ Mujesan |

| Arbitro: | Torelli (Milano) |

|                           |           |  |
| Savoldi 20’, 45’ Pace 47’ | Marcatori |  |

| Arbitro: | Acernese (Roma) |

|                                                     |           |                    |
| Petrelli 3’ Bui 16’, 54’ Vanello 27’ Traspedini 32’ | Marcatori | 68’ (aut.) Tanello |

| Arbitro: | Genel (Trieste) |

|             |           |              |
| Savoldi 79’ | Marcatori | 57’ Anastasi |

| Bologna 2 marzo 1969 20ª giornata | Bologna          | 0 – 0 | Fiorentina | Stadio Comunale\| Arbitro: \| Bernardis (Roma) \| |
| Arbitro:                          | Bernardis (Roma) |       |            |                                                   |

| Arbitro: | Motta (Monza) |

|              |           |             |
| Altafini 48’ | Marcatori | 12’ Mujesan |

| Arbitro: | Gonella (Torino) |

|             |           |  |
| Savoldi 63’ | Marcatori |  |

| Arbitro: | De Marchi (Pordenone) |

|                               |           |  |
| Fogli 41’ Prati 68’, 81’, 88’ | Marcatori |  |

| Bologna 6 aprile 1969 24ª giornata | Bologna           | 0 – 0 | Roma | Stadio Comunale\| Arbitro: \| Toselli (Cormons) \| |
| Arbitro:                           | Toselli (Cormons) |       |      |                                                    |

| Arbitro: | Angonese (Mestre) |

|                 |           |                              |
| Mujesan 8’, 45’ | Marcatori | 43’ Brugnera 82’ (rig.) Riva |

| Genova 20 aprile 1969 26ª giornata | Sampdoria      | 0 – 0 | Bologna | Stadio Luigi Ferraris\| Arbitro: \| Pieroni (Roma) \| |
| Arbitro:                           | Pieroni (Roma) |       |         |                                                       |

| Arbitro: | Torelli (Milano) |

|  |           |            |
|  | Marcatori | 79’ Savodi |

| Arbitro: | Carminati (Milano) |

|                         |           |  |
| Mujesan 11’ Savoldi 67’ | Marcatori |  |

| Arbitro: | Possagno (Treviso) |

|                            |           |  |
| Savoldi 43’ Bulgarelli 58’ | Marcatori |  |

| Arbitro: | Giunti (Arezzo) |

|                                        |           |  |
| Bertini 44’ Vastola 48’, 74’ Corso 55’ | Marcatori |  |

### Coppa Italia

#### Fase a gironi
| Ferrara 8 settembre 1968 1ª giornata – Girone 6 | SPAL                  | 0 – 0 | Bologna | Stadio Comunale\| Arbitro: \| De Marchi (Pordenone) \| |
| Arbitro:                                        | De Marchi (Pordenone) |       |         |                                                        |

| Arbitro: | De Robbio (Torre Annunziata) |

|                 |           |           |
| Ghio 59’ (rig.) | Marcatori | 57’ Turra |

| Arbitro: | Lo Bello (Siracusa) |

|  |           |                                          |
|  | Marcatori | 33’ (rig.), 52’ (rig.) Peirò 82’ Cordova |

### Coppa delle Fiere
| Arbitro: | De Freita |

|                                           |           |            |
| Turra 12’ Cresci 50’ Pace 53’ Savoldi 83’ | Marcatori | 48’ Konrad |

| Arbitro: | Barde |

|            |           |                      |
| Hauser 42’ | Marcatori | 46’ Pace 63’ Savoldi |

| Arbitro: | Gugulovic |

|             |           |  |
| Santrač 32’ | Marcatori |  |

| Arbitro: | Colling |

|             |           |             |
| Mujesan 40’ | Marcatori | 80’ Santrač |

### Coppa delle Alpi

#### Fase a gironi
| Arbitro: | Handwerker |

|                      |           |                  |
| Vavassori 25’ (aut.) | Marcatori | 28’, 85’ Savoldi |

| Arbitro: | Wengenheier |

|  |           |                           |
|  | Marcatori | 4’, 55’ Savoldi 69’ Scala |

| Arbitro: | Geluk |

|               |           |             |
| Schönauer 42’ | Marcatori | 56’ Savoldi |

| Arbitro: | Minnoyr |

|                    |           |             |
| Hoffman 80’ (rig.) | Marcatori | 43’ Savoldi |

#### Fase a eliminazione diretta
| Arbitro: | Tschenscher |

|                                        |           |            |
| Hauser 16’ Ardizzon 22’ Sundermann 25’ | Marcatori | 51’ Ciacci |

## Statistiche

### Statistiche di squadra
| Competizione      | Punti | In casa | In casa | In casa | In casa | In casa | In casa | In trasferta | In trasferta | In trasferta | In trasferta | In trasferta | In trasferta | Totale | Totale | Totale | Totale | Totale | Totale | DR  |
| Competizione      | Punti | G       | V       | N       | P       | Gf      | Gs      | G            | V            | N            | P            | Gf           | Gs           | G      | V      | N      | P      | Gf     | Gs     | DR  |
| ----------------- | ----- | ------- | ------- | ------- | ------- | ------- | ------- | ------------ | ------------ | ------------ | ------------ | ------------ | ------------ | ------ | ------ | ------ | ------ | ------ | ------ | --- |
| Serie A           | 29    | 15      | 8       | 6       | 1       | 18      | 7       | 15           | 2            | 3            | 10           | 9            | 29           | 30     | 10     | 9      | 11     | 27     | 36     | -9  |
| Coppa Italia      | 2     | 1       | 0       | 0       | 1       | 0       | 3       | 2            | 0            | 2            | 0            | 1            | 1            | 3      | 0      | 2      | 1      | 1      | 4      | -3  |
| Coppa delle Fiere |       | 2       | 1       | 1       | 0       | 5       | 2       | 2            | 1            | 0            | 1            | 2            | 2            | 4      | 2      | 1      | 1      | 7      | 4      | +3  |
| Totale            |       | ..      | ..      | .       | .       | ..      | ..      | ..           | .            | ..           | .            | ..           | ..           | ..     | ..     | ..     | .      | ..     | ..     | +.. |

### Statistiche dei giocatori
| Giocatore     | Serie A  | Serie A | Coppa Italia | Coppa Italia | Coppa delle Fiere | Coppa delle Fiere | Totale   | Totale |
| Giocatore     | Presenze | Reti    | Presenze     | Reti         | Presenze          | Reti              | Presenze | Reti   |
| ------------- | -------- | ------- | ------------ | ------------ | ----------------- | ----------------- | -------- | ------ |
| A. Adani      | 8        | -12     | -            | -            | -                 | -                 | 8        | -12    |
| M. Ardizzon   | 26       | 0       | 3            | 0            | 4                 | 0                 | 33       | 0      |
| F. Battisodo  | 17       | 0       | -            | -            | 2                 | 0                 | 19       | 0      |
| G. Bulgarelli | 24       | 2       | 2            | 0            | 4                 | 0                 | 30       | 2      |
| F. Cresci     | 26       | 1       | 3            | 0            | 4                 | 1                 | 33       | 2      |
| C. Furlanis   | 9        | 0       | 1            | 0            | -                 | -                 | 10       | 0      |
| G. Gennari    | 1        | 0       | -            | -            | -                 | -                 | 1        | 0      |
| I. Gregori    | 29       | 0       | 3            | 0            | 4                 | 0                 | 36       | 0      |
| F. Janich     | 18       | 0       | 3            | 0            | 4                 | 0                 | 25       | 0      |
| L. Mujesan    | 25       | 11      | 1            | 0            | 3                 | 1                 | 29       | 12     |
| B. Pace       | 19       | 1       | 3            | 0            | 4                 | 2                 | 26       | 3      |
| E. Pascutti   | 3        | 0       | 3            | 0            | 2                 | 0                 | 8        | 0      |
| M. Pasqualini | 8        | 0       | -            | -            | -                 | -                 | 8        | 0      |
| M. Perani     | 15       | 0       | 1            | 0            | 1                 | 0                 | 17       | 0      |
| R. Prini      | 13       | 0       | -            | -            | -                 | -                 | 13       | 0      |
| R. Quadalti   | 4        | 0       | 1            | 0            | 1                 | 0                 | 6        | 0      |
| F. Righi      | 1        | 0       | -            | -            | -                 | -                 | 1        | 0      |
| T. Roversi    | 30       | 0       | 3            | 0            | 4                 | 0                 | 37       | 0      |
| G. Savoldi    | 25       | 9       | 3            | 0            | 3                 | 2                 | 31       | 11     |
| A. Scala      | 7        | 0       | -            | -            | -                 | -                 | 7        | 0      |
| G. Vavassori  | 23       | -24     | 3            | -4           | 4                 | -4                | 30       | -32    |
| F. Turra      | 21       | 2       | 3            | 1            | 4                 | 1                 | 28       | 4      |